# Wróbel apeniński
Wróbel apeniński (Passer italiae) – gatunek małego ptaka z rodziny wróbli (Passeridae). Występuje w kontynentalnej części Włoch i na trzech wyspach: Sardynii, Sycylii i Krecie. Narażony na wyginięcie.

## Taksonomia
Po raz pierwszy gatunek opisał Louis Jean Pierre Vieillot w 1817 na podstawie holotypu z Włoch. Autor nadał wróblowi apenińskiemu nazwę Fringilla Italiae. Obecnie (2021) Międzynarodowy Komitet Ornitologiczny umieszcza wróbla apenińskiego w rodzaju Passer jako odrębny gatunek. Klasyfikacja jest jednak sporna. Wróbel apeniński tworzy nadgatunek z domowym (P. domesticus) i śródziemnomorskim (P. hispaniolensis), niektórzy autorzy uznają te taksony za jeden gatunek. Prawdopodobnie specjacja w przypadku wróbla apenińskiego zaszła przez hybrydyzację. Pierwsze sugestie wysnuto na podstawie upierzenia samców, które zdaje się być pośrednie między upierzeniem wróbla domowego i śródziemnomorskiego. Liczba chromosomów u ptaków trzech wspomnianych gatunków jest taka sama (2n = 76), w związku z czym byłaby to homoploidalna specjacja przez hybrydyzację.

## Morfologia
Długość ciała wynosi około 16 cm, masa ciała 23–30 g. Upierzeniem przypomina wróbla domowego i śródziemnomorskiego. Od samca wróbla śródziemnomorskiego samiec wróbla apenińskiego różni się kasztanowobrązowym ciemieniem, wyraźniejszą białą brwią, czysto białymi policzkami, obszernym czarnym śliniakiem i mocniej zarysowanym wzorem na grzbiecie. Samice wyglądają identycznie, jak samice wróbla domowego. Występuje niewielka zmienność geograficzna. Samce na większości obszaru, to jest od południowych stoków Alp na południe bez Kalabrii są jednolite fenotypowo, ale w południowo-wschodnich Włoszech, w Kalabrii i na Sycylii, samce są bardziej zbliżone wyglądem do wróbli śródziemnomorskich – wyróżniają się większym śliniakiem i częściowo paskowanymi bokami ciała.

## Zasięg
Wróble apenińskie występują w kontynentalnej części Włoch oraz na Sardynii, Sycylii i Krecie.

## Status
Międzynarodowa Unia Ochrony Przyrody (IUCN) od 2016 roku uznaje wróbla apenińskiego za osobny gatunek, nadała mu wówczas status „najmniejszej troski” (LC, Least Concern), ale już rok później uznała go za gatunek narażony (VU, Vulnerable). Liczebność populacji, według szacunków BirdLife International z 2015 roku, wynosi 4,3–7,3 milionów dorosłych osobników. Trend liczebności populacji uznawany jest za spadkowy, a przyczyny tych spadków nie są dokładnie znane.